# Deutscher Fußball Botschafter
Die Initiative Deutscher Fußball Botschafter [sic] wurde 2011 von Roland Bischof gegründet. Seit März 2016 ist der Deutsche Fußball Botschafter in der Organisationsform eines gemeinnützigen Vereins aktiv. Sie zeichnet deutsche Trainer und Spieler für ihr Engagement und Ansehen im Ausland aus. Als Schnittpunkt zwischen Sport und Kultur wird das Engagement weiter gefördert, ausgeweitet und das positive Image von Deutschland im Ausland weiter gestärkt.

## Konzept
In drei Kategorien werden einmal jährlich die Awards vergeben. Die erstmalige Verleihung der jeweiligen Kategorien fand am 13. Mai 2013 in Nürnberg statt. Seither wurden die Awards im Auswärtigen Amt in Berlin in Anwesenheit des Bundesaußenministers vergeben; bis 2016 Frank-Walter Steinmeier, 2017 Sigmar Gabriel und 2018 Heiko Maas. Neben der Auszeichnung werden sozial-gesellschaftliche Projekte gefördert und medienwirksam in den Fokus gerückt. Ziel der Initiative ist es, über den Fußball verschiedene Kulturen, Religionen und Menschen zusammenzubringen und Werte wie Respekt, Fairplay, Akzeptanz sowie Toleranz zu vermitteln.

## Preisverleihung – Kategorien
Deutscher Fußball Botschafter Preisverleihung
Im Rahmen der jährlichen Preisverleihung im Auswärtigen Amt in Berlin wird der Award in drei Kategorien vergeben. Die Wahl in der Kategorie „Trainer“ und des Ehrenpreises wird durch die Jury getroffen; der Sieger in der Kategorie „Spieler“ wird in einem Online-Voting öffentlich ermittelt. Alle Preisträger und die Nominierten des Hautpreises erhalten ein Preisgeld, mit dem sie sozial-gesellschaftliche Projekte in ihren jeweiligen Einsatzländern unterstützen.
Hauptpreis in der Kategorie „Trainer“
Es werden drei aktive oder inaktive Trainer nominiert. Der Sieger wird ausschließlich durch die Jury gewählt und im Rahmen der Preisveranstaltung im Mai des jeweiligen Jahres bekannt gegeben.
Hauptpreis in der Kategorie „Spieler“
Es werden 11 aktive, deutsche Fußballspieler, die im Ausland tätig sind, nominiert. In einem Online-Voting wird dabei der Sieger durch die Öffentlichkeit gewählt.
Ehrenpreis
Der Ehrenpreis wird für außergewöhnliches Engagement an einen deutschen Trainer oder Spieler im Ausland vergeben.

## Kriterien
Das Engagement wird anhand unterschiedlicher Kriterien bewertet; diese können beispielsweise sein:
- Das Ansehen der Person im Tätigkeitsland
- Der sportliche Erfolg im Tätigkeitsland
- Die nachhaltige Wirkung im Sportbereich
- Einbindung in die kulturellen und sozialen Strukturen im Umfeld des Sports
- Die wahrgenommene Verbindung der Person mit Deutschland
- Verstärkung des Kontaktes und Austausches zwischen Deutschland und dem Tätigkeitsland

## Schirmherrschaft & Unterstützer
Die Trainerlegende Rudi Gutendorf war Schirmherr der Initiative Deutscher Fußball Botschafter. Zudem unterstützen weitere prominente Persönlichkeiten, u. a. Doris Fitschen, Uwe Seeler, Urs Meier, Lutz Pfannenstiel, Rainer Holzschuh, Steffi Jones, Karl-Heinz Rummenigge, Dietmar Hopp oder Horst Hrubesch die Idee und das Wirken des Vereins.

## Preisträger
2013
- Trainer: Holger Obermann
- Spieler: Sami Khedira
- Ehrenpreis: Dettmar Cramer

2014
- Trainer: Monika Staab
- Spieler: André Schürrle

2015
- Trainer: Jürgen Klinsmann
- Spieler: Mesut Özil[2]
- Ehrenpreis: Thomas Hitzlsperger

2016
- Trainer: Gernot Rohr
- Spieler: Emre Can[3]
- Ehrenpreis: Karl-Heinz Schnellinger

2017
- Trainer: Horst Kriete
- Spieler: Bastian Schweinsteiger
- Ehrenpreis: Miroslav Klose

2018
- Trainer: Gert Engels
- Spieler: Loris Karius
- Ehrenpreis: Otto Pfister

2019
- Trainer: Jürgen Klopp
- Spieler: Marc-André ter Stegen
- Ehrenpreis: Bernd Schuster

2020
- Trainer: Anja Zivkovic
- Spieler: Robin Gosens
- Ehrenpreis: Leon Goretzka & Joshua Kimmich (#WeKickCorona)

2021
- Trainer: Uli Stielike
- Spieler: Kai Havertz
- Ehrenpreis: FC Bayern München

2022
- Trainer: Jochen Figge
- Spieler: İlkay Gündoğan
- Ehrenpreis: Franz Beckenbauer

2023
- Trainer: Margret Kratz
- Spieler: Dzsenifer Marozsán
- Ehrenpreis: Tina Theune

2024
- Trainer: Ralf Rangnick
- Spieler:
- Ehrenpreis:

## Projektarbeit weltweit
Durch CSR-Projekte gesellschaftliche Entwicklung ermöglichen. Die Preisträger und Nominierten setzen ihr Preisgeld für verschiedene Förderprojekte in ihren Einsatzländern ein. Der Schwerpunkt liegt dabei auf der Entwicklungsarbeit mit Kindern und Jugendlichen. Unter anderem wurden Projekte in den folgenden Ländern umgesetzt:
2013
- Singapur – Cerebral Palsy Football Team
- Sudan – sudanesischer Fußballverband
- USA/Brasilien – BigShoe e. V. Soccer USA – ein Projekt von „Wir helfen Afrika e. V.“
- Philippinen – Cebu Football Association
- Japan – Kindergärten in der Nähe von Fukushima
- Spanien – Real Madrid Foundation
- Nepal – Shanti Griha Nepal

2014
- Namibia – Galz & Goals
- Jamaika – United Federal Football Club
- Katar – Layan Projekt
- England – Chelsea FC Foundation

2015
- England – Aston Villa Foundation
- USA – El Monte Soccer Foundation[4]
- VR China – Chinese People’s Association for Friendship with foreign Countries
- Israel – Peres Center/The Twinned Peace Soccer Schools

2016
- Uganda – UY Soccer Academy
- Südkorea – Korea Football Love Sharing Foundation
- Burkina Faso – FOGEBU-Akademie

2017
- Ungarn – Csányi Foundation
- Sudan – Sudan Football Association – Unterstützung beim Bau einer Fußballakademie für junge Spieler
- Südafrika – Beyond the field with Horst
- Deutschland – Team Bananenflanke

2018
- Japan – Future Local Genkids
- Thailand – „Just believe in your dream“
- Libanon – Athletico Sports Club

2019
- Mongolei – U16-Akademie des mongolischen Fußballverbandes
- Sambia – Bauleni United Sports Academy
- Südafrika – Hout Bay United Football Community
- Spanien – Pare Manel Stiftung

2020
- Indien – Alakhpura FC
- Sambia – Plan International
- Libanon – Mabarrat Waisenkinderprojekt e. V.
- Deutschland – #WeKickCorona

2021
- Bolivien – Futvalle Fußballschule
- Deutschland – DRK Fluthilfe
- Deutschland – FC Bayern Hilfe e. V.
- Südafrika – Deutscher Sportclub Johannesburg
- Malaysia – Chance to play

## Auszeichnungen
- Auszeichnung beim Internationalen Sponsoring Award der FASPO 2014